# Zamalka
Zamalka (tiếng Ả Rập: زملكا) là một vùng ngoại ô của Damascus ở Syria, nằm 3,5 kilômét (2,2 mi)   phía đông-đông bắc của Old Damascus. Đây là một phần hành chính của Quận Markaz Rif Dimashq của Tỉnh bang Dimashq. Các địa phương lân cận bao gồm Jobar và Qaboun ở phía tây và tây bắc, Harasta và Arbin ở phía bắc và đông bắc, Hamouriyah và Saqba ở phía đông, Kafr Batna ở phía đông nam, Ein Tarma ở phía nam và Al-Maamouniye ở phía tây nam. Đường cao tốc Aleppo-Damascus là ranh giới các quận ở phía tây, tách Zamalka khỏi đô thị Jobar của Damascus.
Theo Cục Thống kê Trung ương Syria, Zamalka có dân số 44.661 người trong cuộc điều tra dân số năm 2004.

## Lịch sử
Zamalka được nhà địa lý người Syria Yaqut al-Hamawi đến thăm vào đầu thế kỷ 13, dưới thời cai trị của Ayyubid. Ông lưu ý rằng đó là "một ngôi làng của Ghautah của Damascus. Người Syria thường phát âm tên Zamluka. " 